# Bushranger (Australien)
Als Bushranger (oder Bush-Ranger) wurden ursprünglich entlaufene Sträflinge in Australien bezeichnet. Später fand der Begriff Anwendung auf Gesetzlose und Räuber, deren Rückzugsgebiet die unwirtliche Buschlandschaft war. John Caesar (1764–1796), wegen seiner afrikanischen Wurzeln „Black Caesar“ genannt, war der erste australische Bushranger. Der bekannteste Bushranger, Ned Kelly (1855–1880), war auch einer der letzten.

## Geschichte
Bis 1880 gab es etwa 2000 Bushranger, von denen einige in die australische Folklore eingingen. Ihre große Zeit lag zwischen 1850 und 1860, als der Goldrausch reiche Beute ermöglichte. Die meisten waren Männer, aber auch einige Frauen gehörten zu ihnen, darunter Mary Ann Bugg (1834–1905), Tochter eines Sträflings und einer Aborigine, die längere Zeit mit dem Bushranger Frederick Ward (genannt Captain Thunderbolt) (1835–1870) zusammenlebte.
Unter den Aborigines ist Musquito, The Black Bushranger (1780–1825), am berühmtesten geworden, weil er sich gewaltsam gegen die Kolonisten zur Wehr setzte. Er wurde nach einer Art Schauprozess hingerichtet, den selbst die lokale Presse als skandalös empfand, weil er ihrer Meinung nach „a violation of the law of nations“ war. Seine Taten werden heute von der Geschichtswissenschaft überwiegend nicht als individueller Gesetzesbruch, sondern als Akt des Widerstands eingestuft, den Musquito zusammen mit anderen Aborigines leistete.

## Rezeption
In der Literatur sind die Bushranger häufig romantisiert worden.
Edward Harrington brachte das in seinem Gedicht The Bush Rangers direkt auf den Begriff:
„Whatever their faults and whatever their crimes, / Their deeds lend romance to those faraway times“ (Was immer ihre Schuld und ihr Verbrechen war, / Ihre Taten romantisieren die vergangenen Zeiten).
Banjo Patersons John Gilbert (bushranger) erklärte: „And Johnny Gilbert said, said he, 'We'll never hurt a hair / Of men who bravely recognise that we are just all there'“. (Und John Hilbert sagte, sagte er, Niemand krümmen wir ein Haar /  All jenen, die tapfer erkennen, dass wir lediglich anwesend  sind.)
Schließlich dichtete John Streeter Manifold noch 1941 in The Death of Ned Kelly: „Ned Kelly fought the rich men in country and in town, / Ned Kelly fought the troopers until they ran him down.“ (Ned Kelly kämpfte gegen die Reichen auf dem Land und in der Stadt, / Ned Kelly kämpfte gegen die Soldaten, bis sie ihn zur Strecke brachten.)
Das Thema war schon früh populär genug, um Gegenstand von Australiens erstem Drama zu werden: Charles Harpurs The Bushrangers. Auch in der Malerei wurde das Motiv des Bushrangers vielfach bearbeitet. Die größte Wirkung hatte dabei zweifellos Bailed Up von Tom Roberts.